# Bauern-Tabak
Der Bauern-Tabak (Nicotiana rustica), auch Rundblatt-Tabak genannt, ist eine Pflanzenart aus der Gattung Tabak innerhalb der Familie der Nachtschattengewächse (Solanaceae). Er kommt ursprünglich aus dem Amazonasgebiet Südamerikas. Diese Gift- und Nutzpflanze wird wegen ihres Geruchs auch Veilchentabak genannt.

## Beschreibung

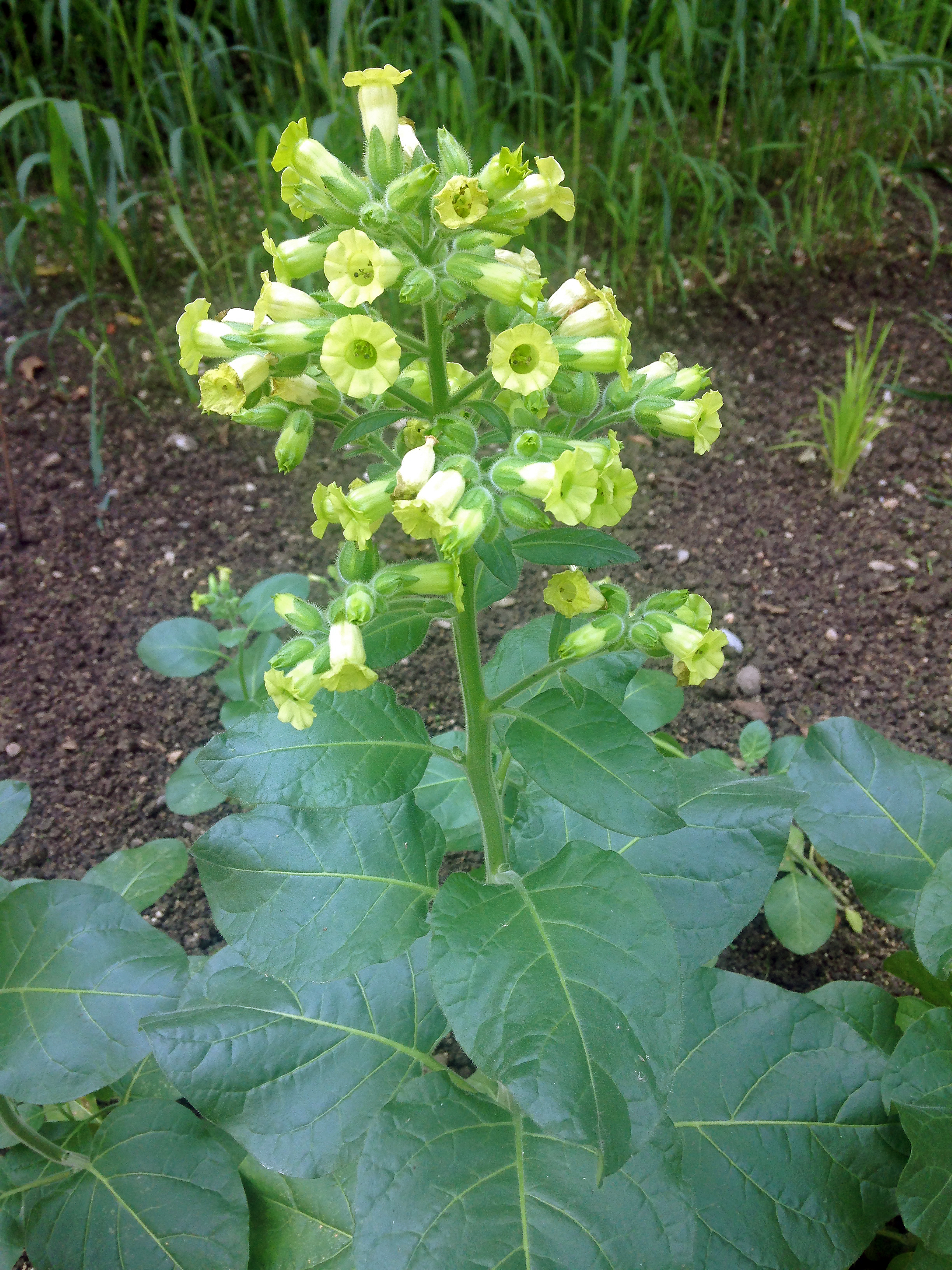
Habitus, Laubblätter und Blütenstand

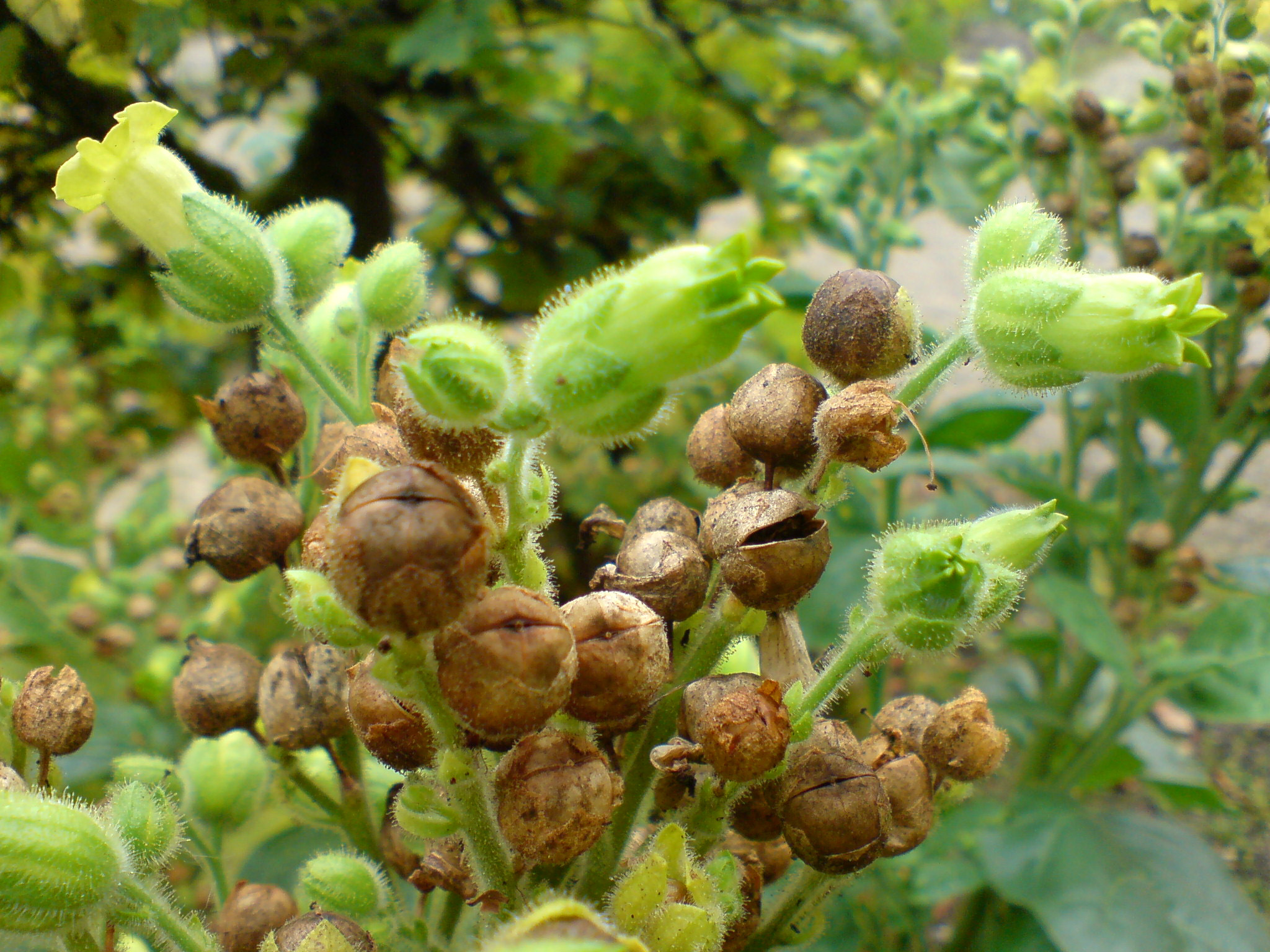
Kapselfrüchte

### Vegetative Merkmale
Der Bauern-Tabak ist eine einjährige krautige Pflanze, die Wuchshöhen von 40 bis 60, selten 120 Zentimetern erreicht. Die Pflanzenteile sind mit klebrigen Drüsenhaaren bedeckt.
Die wechselständig angeordneten Laubblätter sind in Blattstiel und -spreite gegliedert. Der Blattstiel ist 5 bis 15 Zentimeter lang. Die einfache, häutige Blattspreite ist bei einer Länge von 10 bis 30 Zentimetern eiförmig, länglich bis lanzettlich mit herzförmiger bis gerundeter Spreitenbasis und drüsig behaart.

### Generative Merkmale
In der Schweiz und in China reicht die Blütezeit von Juli bis August oder in Deutschland von Juni bis September. In einem, rispigen Blütenstand sind viele Blüten kompakt bis locker angeordnet. Der Blütenstiel ist 3 bis 7 Millimeter lang.
Die zwittrige Blüte ist schwach zygomorph und fünfzählig mit doppelter Blütenhülle. Der becherförmige, behaarte Kelch ist 7 bis 12 Millimeter lang, die Kelchlappen sind unregelmäßig dreieckig. Die fünf grünlich-gelben Kronblätter sind zu einer 1,2 bis 2,2 Zentimeter langen bauchig erweiterten Kronröhre verwachsen. Der Kronschlund weist einen Durchmesser von etwa 4 Millimetern auf und endet in fünf kurzen, stumpfen Kronlappen, die bespitzt sind. Es ist ein ringförmiger Nektardiskus vorhanden. Die fünf unterschiedlich langen Staubblätter sind in der Kronröhre inseriert und überragen diese nicht. Zwei Fruchtblätter sind zu einem zweikammerigen Fruchtknoten verwachsen, der rundlich eiförmig mit abgeflachten Seiten ist. Der fadenförmige Griffel endet in einer zweilappigen Narbe.
Die Kapselfrucht ist bei einem Durchmesser von 1 bis 1,6 Zentimetern fast kugelförmig. Die braunen Samen sind bei einer Länge von etwa 1 Millimetern länglich, mit fein netzgrubiger Samenschale.

### Chromosomensatz
Die Chromosomengrundzahl beträgt x = 12; es liegt Tetraploidie mit einer Chromosomenzahl von 2n = 48 vor.

## Ökologie
Beim Bauern-Tabak handelt es sich um einen mesomorphen Therophyten.
Blütenökologisch handelt es sich um großblütige Trichterblumen mit völlig verborgenem Nektar. Als Belohnung für Bestäuber ist Nektar vorhanden. Bestäuber können Bienen, Hummeln, Wespen, Bombyliden und Syrphiden sein. Die Blüten des Bauern-Tabaks sind meist von 8 Uhr früh bis 2 Uhr nachmittags geöffnet. Meist erfolgt spontane Selbstbestäubung innerhalb einer Blüte. Es erfolgt obligat Autogamie, also obligate Selbstbefruchtung. Selbstbefruchtung führt erfolgreich zum Samenansatz.
Die trockene Streufrucht ist eine Kapselfrucht.
Diasporen sind die Samen. Ausbreitung der Diasporen erfolgt durch den Wind (Anemochorie).

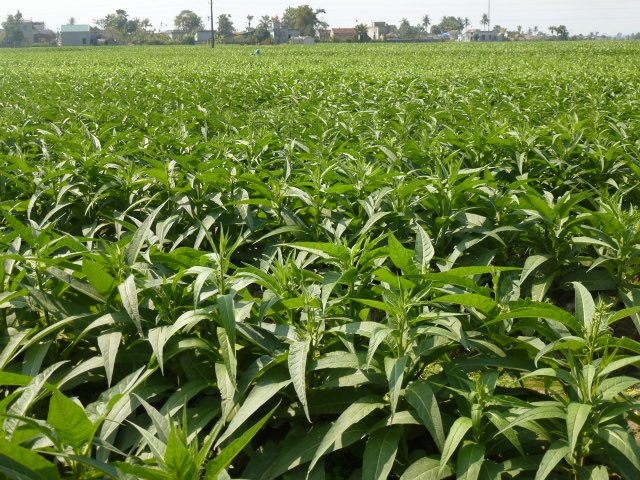
Feldanbau

## Vorkommen
Der Bauern-Tabak kommt ursprünglich in Bolivien, Peru und Ecuador vor. In Deutschland tritt Bauerntabak unbeständig verwildert auf. Er wird in der Schweiz angebaut und verwildert selten. In Tirol wird er in Gärten bis in Höhenlagen von 1400 Metern, in Graubünden im Samnauntal bis 1850 Metern angebaut.
Die ökologischen Zeigerwerte nach Landolt et al. 2010 sind in der Schweiz: Feuchtezahl F = 3 (mäßig feucht), Lichtzahl L = 4 (hell), Reaktionszahl R = 3 (schwach sauer bis neutral), Temperaturzahl T = 4+ (warm-kollin), Nährstoffzahl N = 4 (nährstoffreich), Kontinentalitätszahl K = 4 (subkontinental).

## Systematik
Die Erstveröffentlichung von Nicotiana rustica erfolgte 1753 durch Carl von Linné in Species Plantarum, Tomus I, S. 180. Das Artepitheton rustica bedeutet „bäuerlich“. Homonym ist Nicotiana rustica Comes. Synonyme von Nicotiana rustica L. sind: Nicotiana rugosa Mill., Nicotiana pavonii Dunal.

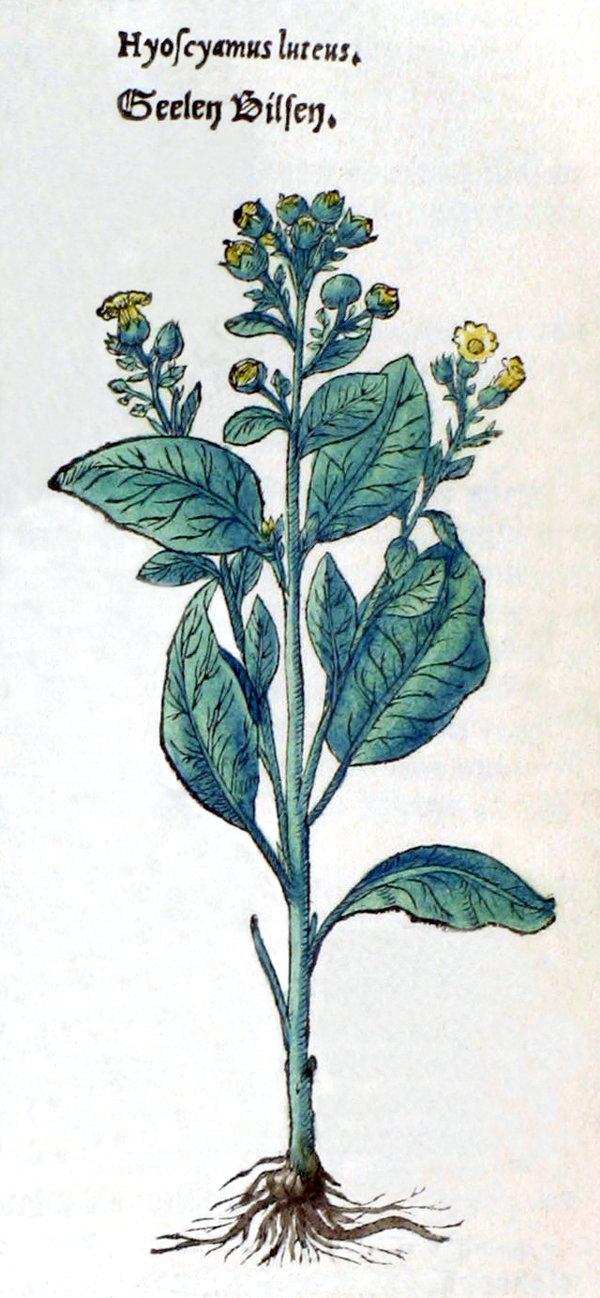
Illustration von Geele Bilsen, aus Rembert Dodoens: Cruÿdeboeck, Antwerpen 1554, S. 481

## Verwendung
Bauern-Tabak wurde und wird ursprünglich im oberen Amazonasgebiet (Peru, Ecuador, südlichen Kolumbien, westlichen Brasilien) innerhalb der traditionellen schamanischen Amazonasmedizin des „Vegetalismo“ (spanisch für: Heilkunde mittels Pflanzengeistern) von Mestizen-Heilern und nativen Heilern angewendet. Dabei gilt der Pflanzengeist des Tabaks als einer der mächtigsten Schutzgeister. Meist wird Bauern-Tabak im Amazonasgebiet zu oben genanntem Zweck als mapacho (filterlose Zigarette), seltener auch in einer Pfeife gepafft. Im oberen Amazonasgebiet – wie auch darüber hinaus im westlichen Südamerika – ist jedoch der in Deutschland bekannte öffentliche gewohnheitsmäßige Alltagskonsum von Tabak unüblich. In Teilen Mexikos ist Bauern-Tabak oder Wilder Tabak auch als Ucuch bekannt.
Der Bauern-Tabak wurde seit dem Dreißigjährigen Krieg in Europa angebaut und existiert in zahlreichen Sorten. Er ist jedoch nur noch in Russland, einigen osteuropäischen Staaten und in Südamerika von Bedeutung. Bekanntestes europäisches Rustica-Produkt ist die russische Machorkazigarette. Besonderes Merkmal ist der äußerst hohe Nikotinanteil in den Blättern. Bauerntabak wächst am besten auf sandigem Boden mit einem gewissen Lehmanteil. Es ist zu empfehlen, mindestens alle zwei Jahre neu zu säen, da die Gefahr besteht, dass die Tabakqualität leidet. Die Blätter werden zur Verarbeitung mit heißem Wasser gereinigt, getrocknet und zerkleinert.
Nicotiana rustica wird in vielen Ländern zur Gewinnung von Tabak angebaut. Nicotiana rustica wird als Insektizid verwendet.